# Valerij Vlagyimirovics Zaharevics
Valerij Vlagyimirovics Zaharevics (oroszul: Валерий Владимирович Захаревич) (Bekobod, 1967. augusztus 14. –) olimpiai ezüstérmes orosz párbajtőrvívó.